# George Lorenzo Ingram Zundel
George Lorenzo Ingram Zundel (Brigham, 23 de diciembre de 1885 - 10 de marzo de 1950) fue un micólogo, algólogo, y fitopatólogo estadounidense.

## Biografía
Estudió en el Colegio de Brigham Young en 1909, y luego en la Utah Agrícola (ahora Universidad Estatal de Utah). Y en 1911, recibió un título de licenciatura. Enseñó botánica durante varios años en la universidad, y también biología en la escuela media de Brigham. En 1913 se trasladó a Nueva York y dos años después recibió un M.Sc. por la Universidad Cornell. En 1926 comenzó a estudiar en la Universidad Yale, donde defendió una tesis doctoral, dedicada a las setas Ustilaginomycetes. De 1928 a 1946, trabajó en la Universidad de Pensilvania, y luego se retiró por razones de salud. Zundel murió 10 de marzo de 1950 en Brigham City.

## Algunas publicaciones
- 1937. Raspberry Disease Control

### Libros
- 1939. (Ustilaginales): Additions and Corrections. North American flora 7, parte 14. Con John Hendley Barnhart. Ed. New York Botanical Garden, 75 pp.
- 1938. The Ustilaginales of South Africa
- 1938. A New Smut from Southern Chile
- 1937. Miscellaneous Notes on the Ustilaginales

## Eponimia
Género
- Zundeliomyces Vánky, 1987
- Zundelula Thirum. & Naras., 1952 sin. Dermatosorus Sawada, 1949

Especies
- Sorosporium zundelianum Cif., 1933 sin. Sporisorium tembuti (Henn. & Pole-Evans) Vánky, 2007
- Sphacelotheca zundelii Hirschh., 1986, nom. inval.
- Sporisorium zundelianum Vánky, 1995
- Tilletia zundelii Hirschh., 1943